# MMADHC
MMADHC (англ. Methylmalonic aciduria and homocystinuria, cblD type) – білок, який кодується однойменним геном, розташованим у людей на короткому плечі 2-ї хромосоми.  Довжина поліпептидного ланцюга білка становить 296 амінокислот, а молекулярна маса — 32 940.
| 10         |  | 20         |  | 30         |  | 40         |  | 50         |
| ---------- |  | ---------- |  | ---------- |  | ---------- |  | ---------- |
| MANVLCNRAR |  | LVSYLPGFCS |  | LVKRVVNPKA |  | FSTAGSSGSD |  | ESHVAAAPPD |
| ICSRTVWPDE |  | TMGPFGPQDQ |  | RFQLPGNIGF |  | DCHLNGTASQ |  | KKSLVHKTLP |
| DVLAEPLSSE |  | RHEFVMAQYV |  | NEFQGNDAPV |  | EQEINSAETY |  | FESARVECAI |
| QTCPELLRKD |  | FESLFPEVAN |  | GKLMILTVTQ |  | KTKNDMTVWS |  | EEVEIEREVL |
| LEKFINGAKE |  | ICYALRAEGY |  | WADFIDPSSG |  | LAFFGPYTNN |  | TLFETDERYR |
| HLGFSVDDLG |  | CCKVIRHSLW |  | GTHVVVGSIF |  | TNATPDSHIM |  | KKLSGN     |

A: Аланін

C: Цистеїн

D: Аспарагінова кислота

E: Глутамінова кислота

F: Фенілаланін

G: Гліцин

H: Гістидин

I: Ізолейцин

K: Лізин

L: Лейцин

M: Метіонін

N: Аспарагін

P: Пролін

Q: Глутамін

R: Аргінін

S: Серин

T: Треонін

V: Валін

W: Триптофан

Задіяний у такому біологічному процесі як ацетиляція. 
Локалізований у цитоплазмі, мітохондрії.